# Joachim Barrande
Joachim Barrande (Saugues, 1799 – Frohsdorf, 1883) è stato un geologo e paleontologo francese.
Dopo essersi laureato in ingegneria, si stabilì a Praga, dove divenne precettore del conte di Chambord.
Studiò a fondo i terreni paleolozoici della Boemia e la loro fauna interessandosi in modo particolare alle trilobiti.

## Opere
- Nouveaux Trilobites de Bohème. Prag 1846
- Notice préliminaire sur le système Silurien et les Trilobites de Bohème. Leipzig 1846
- Graptolytes de Bohème. Prag 1850
- Système silurien du Centre de la Bohème. Prag, Paris 1852-1881, 21 Bände
- Defense des Colonies. Teil I, Prag, Paris 1861
- Defense des Colonies. Teil II, Prag, Paris 1862